# フローラ・ミュア＝キャンベル (ヘイスティングズ侯爵夫人)
ヘイスティングズ侯爵夫人および第6代ラウドン女伯爵フローラ・ミュア＝キャンベル（英語: Flora Mure-Campbell, Marchioness of Hastings and 6th Countess of Loudoun、1780年8月 – 1840年1月8日）は、イギリスの貴族。

## 生涯

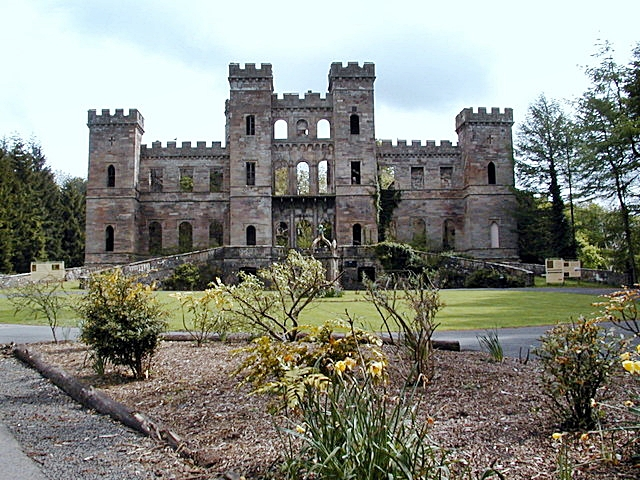
ラウドン城、2003年撮影。

第5代ラウドン伯爵ジェームズ・ミュア＝キャンベルとフローラ・マクロード（Flora Macleod、1780年9月2日没、ジョン・マクロードの娘）の娘として、1780年8月に生まれた。1786年4月28日に父が死去すると、ラウドン女伯爵の爵位を継承した。
1804年7月12日、第2代モイラ伯爵フランシス・ロードン＝ヘイスティングズ（1826年没）と結婚。1817年2月13日、第2代モイラ伯爵は連合王国貴族のラウドン子爵、ロードン伯爵、ヘイスティングズ侯爵に叙された。2人は1男4女をもうけた。
- フローラ・エリザベス（英語版）（1806年2月11日 – 1839年7月5日） - ヴィクトリア女王の母ケント公爵夫人のレディ・イン・ウェイティング（lady-in-waiting、女官）
- ジョージ（1808年 – 1844年） - 第2代ヘイスティングズ侯爵、第7代ラウドン伯爵
- ソフィア・フレデリカ・クリスティーナ（英語版）（1809年2月1日 – 1859年12月28日） - 1845年4月10日、第2代ビュート侯爵ジョン・クライトン＝ステュアート（英語版）と結婚、子供あり
- セリナ・コンスタンス（Selina Constance、1867年11月8日没） - 1838年6月25日、チャールズ・ジョン・ヘンリー（Charles John Henry、ジョン・ジョセフ・ヘンリーの息子。ヘンリーは姓）と結婚
- アデレード・オーガスタ・ラヴィニア（Adelaide Augusta Lavinia、1860年12月6日没） - 1854年7月8日、第7代準男爵ウィリアム・キース・マレー（英語版）と結婚

1807年頃、アーチボルド・エリオットの設計でラウドン城を再建させた。
1840年1月8日に59歳で死去、ラウドンで埋葬された。